# St. Johannes Baptist (Mantlach)

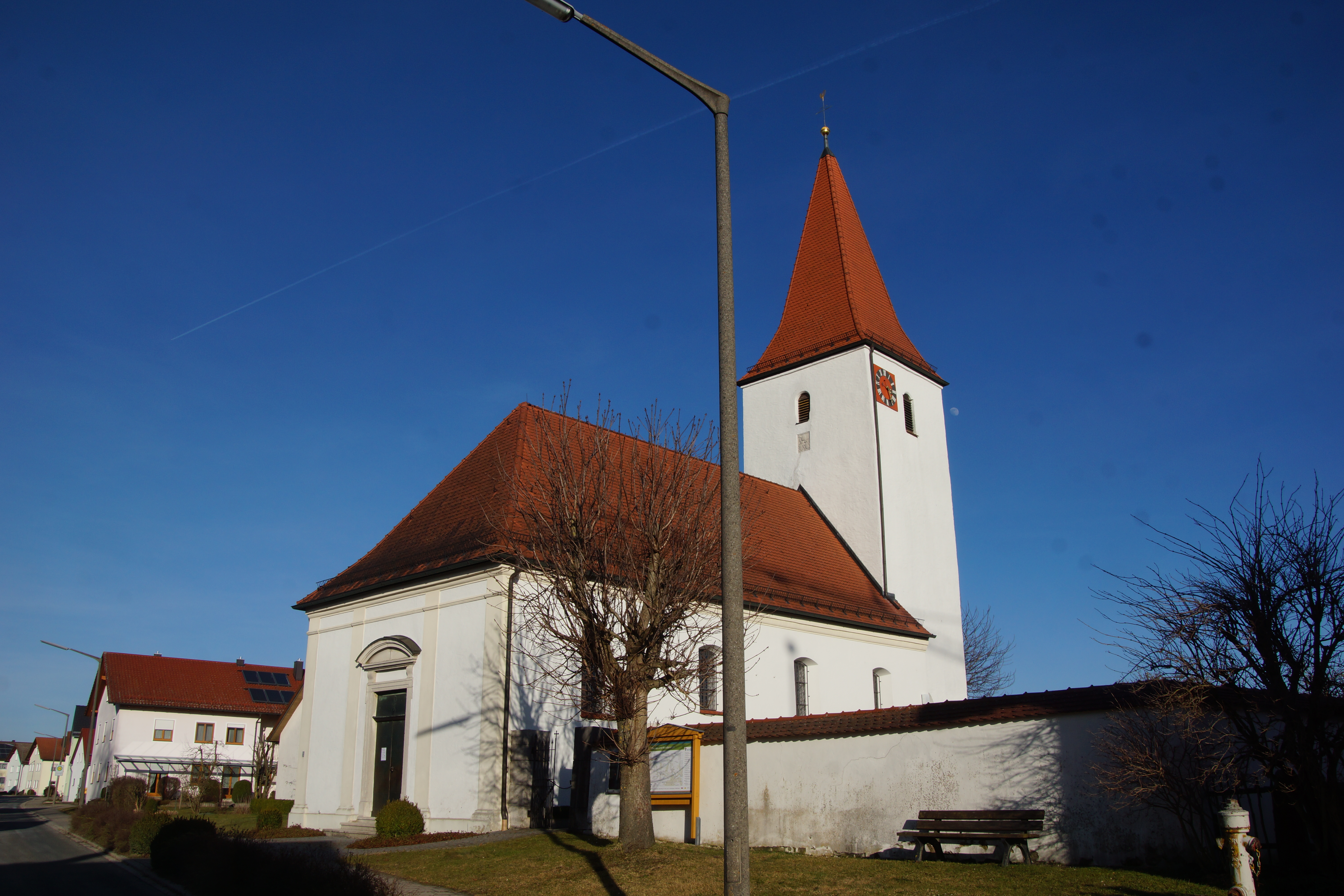
St. Johannes Baptist in Mantlach

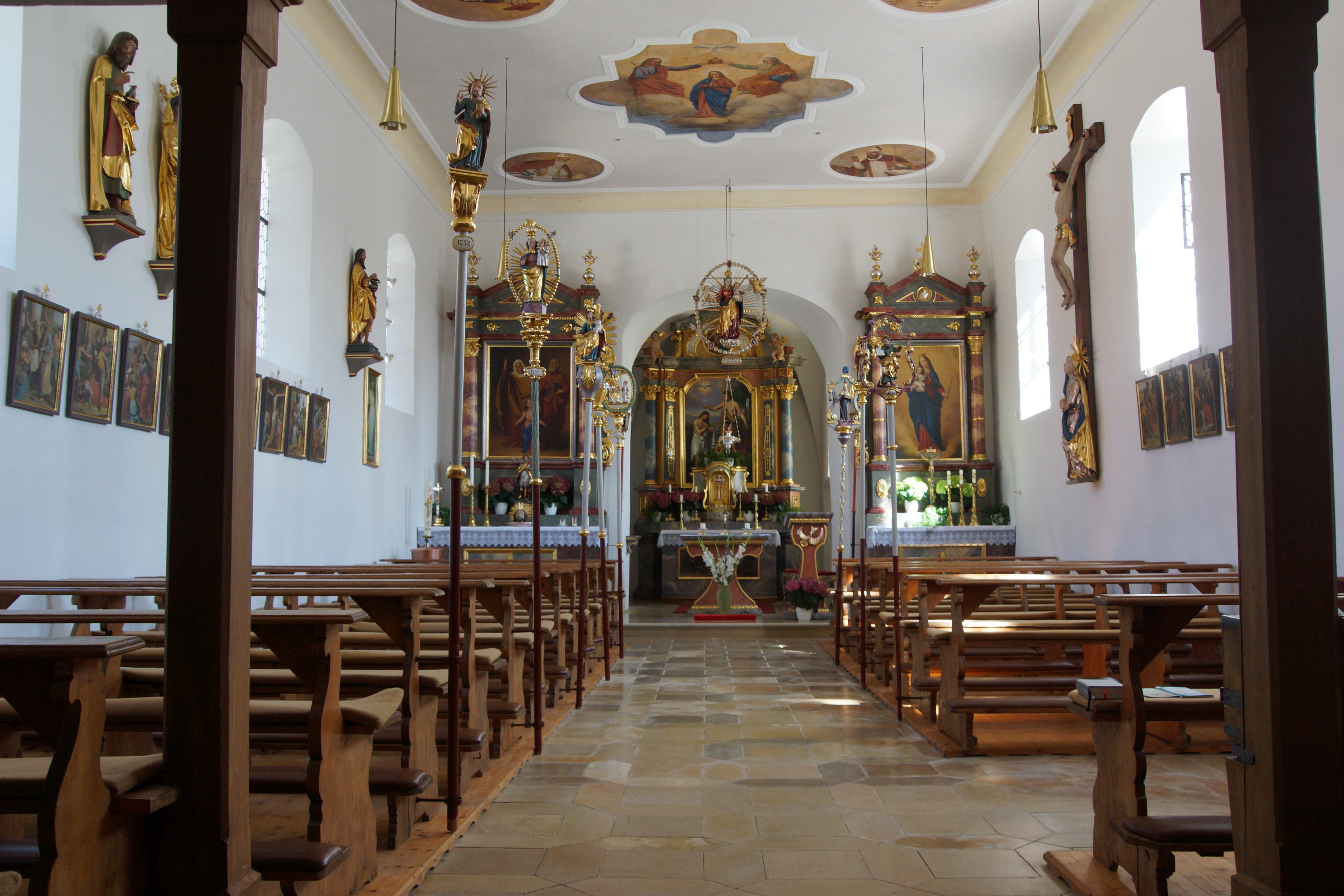
Blick zum Chor

Die römisch-katholische Filialkirche St. Johannes Baptist steht in Mantlach, einem Gemeindeteil des Marktes Titting im oberbayerischen Landkreis Eichstätt. Das Bauwerk ist in der Liste der Baudenkmäler in Titting als Baudenkmal unter der Nr. D-1-76-164-73 eingetragen. Die Kirche gehört zum Dekanat Eichstätt im Bistum Eichstätt.

## Beschreibung
Die Saalkirche wurde 1613 erbaut. Sie besteht aus dem 1892 um zwei Joche nach Westen verlängerten Langhaus und dem Chorturm im Osten, dessen untere Geschosse vom gotischen Vorgängerbau stammen. Der mit einem Pyramidendach bedeckte Turm enthält den Glockenstuhl und die Turmuhr.
Der Innenraum des Langhauses ist mit einer Flachdecke überspannt, der des Chors im Erdgeschoss des Chorturms mit einem Kreuzgratgewölbe. Die Deckenmalereien wurden 1858 ausgeführt. Zur Kirchenausstattung gehören der um 1730/50 errichtete Hochaltar und die beiden Seitenaltäre aus der Mitte des 17. Jahrhunderts. Auf dem nördlichen befindet sich eine kleine Figur des heiligen Wendelin aus dem Umkreis des Christian Handschuher. Acht in der Mitte des 18. Jahrhunderts gefertigte Prozessionsstangen stammen ebenfalls aus der Werkstatt Handschuhers.